# Caravane (jeu)
Pour les articles homonymes, voir Caravane.
Caravane est un jeu de société créé par Andreas Bartl, Andreas Bernabe et Norbert Grill en 1990 et édité par Ravensburger.
Pour 3 à 5 joueurs, à partir de 12 ans pour une durée de 30 minutes à 1 heure.

## Principe général
Les joueurs incarnent des chameliers qui cherchent à démontrer leur supériorité en effectuant la plus grande livraison de soie auprès de l'Empereur mongol Kubilai Khan.

## Règle du jeu

### But du jeu
Pour chaque joueur, le but du jeu consiste à récupérer le plus grand nombre possible de ballots de soie en ralliant au plus vite les 3 palais-étape présents sur le plan de jeu. Le déplacement s'effectue en pariant secrètement des gourdes d'eau puis en comparant les paris de chaque joueur.

### Matériel
- 1 plan de jeu
- 5 pions-chameau
- 5 conteneurs d'eau à 3 niveaux
- 300 petites gourdes d'eau réparties entre 5 couleurs (rouge, jaune, vert, bleu, marron)
- 15 sacs de nourritures de 1, 2 ou 3 points répartis entre 5 couleurs - Utilisés dans la variante "Champions"
- 65 ballots de soie

### Mise en place
Après avoir déplié le plan de jeu, chaque joueur choisit une couleur et prend le pion-chameau et les 60 gourdes de cette couleur, ainsi qu'un conteneur d'eau. Les joueurs répartissent alors chacun leurs gourdes de la manière suivante :
- 15 gourdes dans l'étage inférieur du conteneur, marqué d'un I
- 25 gourdes dans l'étage intermédiaire du conteneur, marqué d'un II
- 20 gourdes dans l'étage supérieur du conteneur, marqué d'un III

Enfin, les joueurs posent leur pion-chameau sur le palais de départ, en bas à droite du plan de jeu.

### Déroulement
Le jeu débute par une première étape d'une longueur de 15 cases. Chaque joueur décide secrètement de parier des gourdes provenant de l'étage I de son conteneur. Pour cela, les joueurs prélèvent des gourdes de leur conteneur respectif, les placent dans leur main, referment leur poing et le posent sur la table ; à ce moment, l'offre du joueur est validée et il ne peut plus la modifier. Lorsque tous les joueurs ont effectué leur pari, ils dévoilent alors simultanément leurs offres de gourdes et les comparent.
Le joueur qui a proposé le plus grand nombre de gourdes avance d'autant de cases qu'il y a de joueurs dans la partie. Le joueur qui a proposé la deuxième meilleure offre avance d'une case de moins qu'il y a de joueurs dans la partie et ainsi de suite jusqu'à l'auteur de la plus petite offre qui avance, dans une partie à 5 joueurs, d'une seule case. En cas d'ex æquo, les joueurs concernés par l'égalité avancent du même nombre de cases, tout en occupant une place du classement, ce qui implique que le joueur suivant avancera d'au moins deux cases de moins que les ex æquo.
Exemple :
Lors d'un tour de jeu, Alice propose 4 gourdes, Bob, Camille et Daniel proposent 2 gourdes et Éliane ne propose pas de gourdes :
- Alice a fait la meilleure offre et avance donc de 5 cases
- Bob, Camille et Daniel sont seconds ex æquo et avancent de 4 cases, tout en occupant les deuxièmes, troisièmes et quatrièmes places
- Éliane prend la cinquième et dernière place et n'avance que d'une case.

Tout au long du parcours, certaines cases spéciales ont un impact sur la progression des joueurs : ainsi, des cases offrent 2 gourdes ou 1 ballot de soie supplémentaire tandis que d'autres cases, à l'inverse, détruisent 2 gourdes ou 1 ballot.
Lorsqu'un joueur atteint le premier palais-étape, il se positionne dessus en première place et gagne 4 ballots de soie. Les autres joueurs continuent leur progression en prenant en compte le fait qu'un joueur est déjà arrivé; ainsi, dans une partie à 5 joueurs, l'auteur de la meilleure offre n'avancera plus que de 4 cases au lieu de 5.
Le deuxième joueur rejoignant le premier palais-étape gagne 3 ballots, le troisième 2 ballots, le quatrième 1 ballot et le cinquième ne gagne aucun ballot. La deuxième étape ne débute que lorsque tous les joueurs ont bouclé la première étape.
Cette deuxième étape est d'une longueur de 25 cases et se déroule à l'aide de l'étage II de conteneur d'eau des joueurs. les gourdes restantes dans l'étage I sont perdues. Toutes les autres modalités de la règle du jeu restent inchangées. Le premier joueur à rallier le deuxième palais-étape gagne 5 ballots de soie, le deuxième gagne 4 ballots, le troisième 3 ballots, le quatrième 2 ballots et le cinquième gagne 1 ballot.
Une fois le deuxième palais-étape atteint par tous les joueurs, la troisième et dernière étape d'une longueur de 19 cases commence. Elle se joue avec l'étage III du conteneur, les restes de l'étage II étant à leur tour perdus. À l'issue de cette étape, le premier joueur au palais final gagne 7 ballots de soie, le deuxième 5 ballots, le troisième 4 ballots, le quatrième 3 ballots et le cinquième joueur empoche 2 ballots.

### Fin de partie et vainqueur
Lorsque tous les joueurs sont arrivés au palais final, ils comptent les ballots qu'ils ont gagné tout au long de la partie. Le joueur possédant le plus de ballots est déclaré vainqueur.

### Variante "Champions"
Dans cette variante, les joueurs sont libres de répartir leurs gourdes entre les étages I, II et III de leur conteneur, privant par conséquent leurs adversaires de la possibilité de savoir combien de gourdes ils ont investi sur chaque étape. Les joueurs intègrent également à chaque étage un sac de nourriture de 1, 2 ou 3 points, valant respectivement 1, 2 ou 3 gourdes. Lorsqu'un joueur intègre à son offre un sac de nourriture, il doit l'annoncer à ses adversaires afin de leur permettre de réviser ou non leurs offres, et ce même s'ils l'ont déjà validé en fermant et posant leur poing sur la table.